# وورتون (مریلند)
وورتون (به انگلیسی: Worton) شهری در ایالت مریلند کشور ایالات متحده آمریکا است که جمعیت آن در سرشماری سال ۲۰۱۰ میلادی، ۲۴۹ نفر بوده‌است.